# 거서간
거서간(居西干)은 초기 신라 때의 임금을 일컫던 칭호이다. 거슬한(居瑟邯)으로 쓰기도 한다. 진한의 말로 '왕' 혹은 '귀한 사람'을 뜻한다고도 하며, '군장(君長)' 혹은 '제사장'을 의미한다고 한다.
'거서'를 '처음·시초'를 뜻하는 'ᄀᆞᄉᆞ>ᄀᆞᆺ'으로 해석하여 '거서간'이 '시조왕(始祖王)'을 의미한다는 견해가 있다.
거서간을 사용한 임금은 혁거세 거서간이 유일하며 삼국유사에서 나온 "거서간은 차차웅이라고 하니"라는 기록을 믿으면 남해 차차웅도 남해 거서간으로 거서간을 사용한 사용한 임금으로 볼 수 있다. 후대 차차웅-이사금-마립간 등의 칭호로 바뀌었다.
1. ↑  도수희, 《삼국사기의 고유어에 관한 연구》. 동양학 제26집. 단국대동양학연구소. 1996. / 김상윤, 《職官名에 쓰인 ‘尺’의 讀音과 意味에 대한 一考察》, 강원대학교 인문과학연구소, 2010.